# Димче Мирчев
Димче Мирчев (Велес , 13. новембар 1914 — Кавадарци , 7. април 1944), учесник Народноослободилачке борбе и народни херој Југославије.

## Биографија
Рођен је 13. новембра 1914. године у Велесу, у сиромашној породици. Пре Другог светског рата је радио као столарски радник.
Још 1934. године укључио се у раднички покрет и постао члан Уједињених радничких синдиката. Године 1937, као једног од руководилаца УРС-ових синдиката у Велесу, полиција га је ухапсила и шест месеци је провео у истражном затвору. Потом је отишао у Београд, а по повратку у Велес, 1940. године, примљен је у чланство Комунистичке партије Југославије. Убрзо потом је постављен и за секретара Месног комитета КПЈ у Велесу. У јесен 1940. године полиција га хапси и без осуде, с групом комуниста, држан је у прилепском затвору све до почетка Априлског рата.
Учесник Народноослободилачке борбе је од 1941. године. Поново је преузео функцију секретара Месног комитета КПЈ за Велес и активно је радио на стварању првог партизанског одреда у Велесу, који је формиран априла 1942. године. У септембру 1942. напустио је град и прешао у Партизански одред „Димитар Влахов“, где постаје заменик команданта. Пошто је наредних месеци одред имао сталне губитке у сукобима са бугарском полицијом и контра-четама, Димче је у тешким условима радио на поновном окупљању бораца у одред. Упркос терору окупатора, у великој је мери имао заслуге за поновно окупљање бораца до пролећа 1943. године.
По одлуци Партије, фебруара 1944. године, одлази у Кавадарце где преузима функцију секретара Среског комитета КПЈ. Заједно са Киром Атансовским, чланом Обласног комитета КПЈ за Тиквеш, радио је на организовању изласка из града шездесет нових бораца за Другу македонску ударну бригаду. Увече, 7. априла 1944. године бугарска полиција је опколила кућу у источном делу града, у којој су се налазили Димче и Киро. Пошто су одлучили да се не предају, пружали су отпор непријатељу док су имали муниције, а потом су извршили самоубиство.
Указом Президијума Народне скупштине ФНР Југославије број 211/49, 1. августа 1949. проглашен је за народног хероја.